# Boom Jinx
Boom Jinx (* 10. September 1974 in Bergen; eigentlich Øistein Johan Eide) ist ein norwegischer DJ und Musikproduzent im Bereich Trance und Progressive.

## Biographie
Boom Jinx begann 1989 im Alter von 15 Jahren Musik zu produzieren. Er hatte eine erfolgreiche Karriere in der Film-, Fernseh- und Videospielindustrie, wo er unter anderem Musik für das Videospiel Need for Speed und die Fernsehserie CSI: Miami produzierte. Ab 2005 wandte er sich vermehrt der elektronischen Tanzmusik zu. Die Produzenten des Trancemusikprojektes Above & Beyond wurden auf ihn aufmerksam und nahmen ihn bei ihrem Label Anjunabeats unter Vertrag. Seine Songs erhielten auch Unterstützung von anderen bekannten DJs wie Armin van Buuren, Tiësto, Paul van Dyk und Markus Schulz.
Er arbeitete für einige Songs mit Andrew Bayer zusammen. Besonders die Songs To the Six und Quadcore waren erfolgreich und wurden als Record of the Week in Above & Beyonds Radiosendung Trance Around the World gespielt. Im November 2009 begleitete er Above & Beyond als Vorgruppe auf ihrer US-Tournee in 15 Städten.

## Diskographie

### Alben
- 2015: No Answers In Luck

### Singles
- 2006: Come on Over
- 2006: Come Play Perfect / Too Free to Follow
- 2006: Manipulator
- 2007: Flicker
- 2007: Remember September (feat. Thomas J. Bergersen)
- 2008: Eternal Reminiscence (feat. Key)
- 2009: To the Six (mit Andrew Bayer)
- 2009: Sunrise (mit Oliver Smith)
- 2009: Milano (mit Jaytech)
- 2010: Quadcore (mit Andrew Bayer vs. Trifonic & Matt Lange)
- 2010: Fracture (mit Andrew Bayer)
- 2010: Keyboard Cowboys (mit Andrew Bayer)
- 2010: Suncast
- 2010: By All Means / So it Goes (mit Andrew Bayer)
- 2011: Pieces of the Puzzle (mit Soundprank)
- 2011: Phoenix From the Flames (mit Justine Suissa)
- 2012: Azzura (mit Daniel Kandi)
- 2013: When You Loved Me (mit Maor Levi & Ashley Tomberlin)

### Remixe (Auswahl)
- 2005: Tilt – New Day
- 2006: Kyau vs. Albert – Kiksu
- 2007: David West feat. Inkfish – Searching for Substance
- 2009: Hybrid – Finished Symphony